# Televomero
Televomero è un'emittente televisiva napoletana. 

## Storia
Inizia le proprie trasmissioni ufficiali nel 1978 dalla sede di Piazza Vanvitelli a Napoli nel quartiere Vomero. Negli anni '80 trasferisce la sua sede in via Alvino (sempre al Vomero).
Il logo è la collina del Vomero con Castel Sant'Elmo e la Certosa di San Martino, ma a marzo del 2023 il logo viene rinnovato insieme alla grafica e i loro bumper.